# General Motors EV1
EV1 («Electrical Vehicle 1») — электромобиль компании General Motors. Выпускался с 1997 года, второе поколение — в 1999 году. Был доступен только в Калифорнии и Аризоне и только на условиях лизинга.
В первом поколении были установлены обычные свинцово-кислотные аккумуляторы. Запас хода составлял 120 км. Было произведено 660 экземпляров. На втором поколении EV-1 устанавливались никель-металл-гидридные аккумуляторы. Запас хода увеличился вдвое — до 240 км. Было произведено 457 экземпляров. Всего было произведено 1117 шт. EV-1. В 2003 году программа была закрыта. Электромобили изъяты у пользователей и уничтожены. В музеях осталось два экземпляра. Ещё один уцелевший экземпляр нашли в декабре 2019 года на парковке в Атланте, Джорджия.

## Характеристики

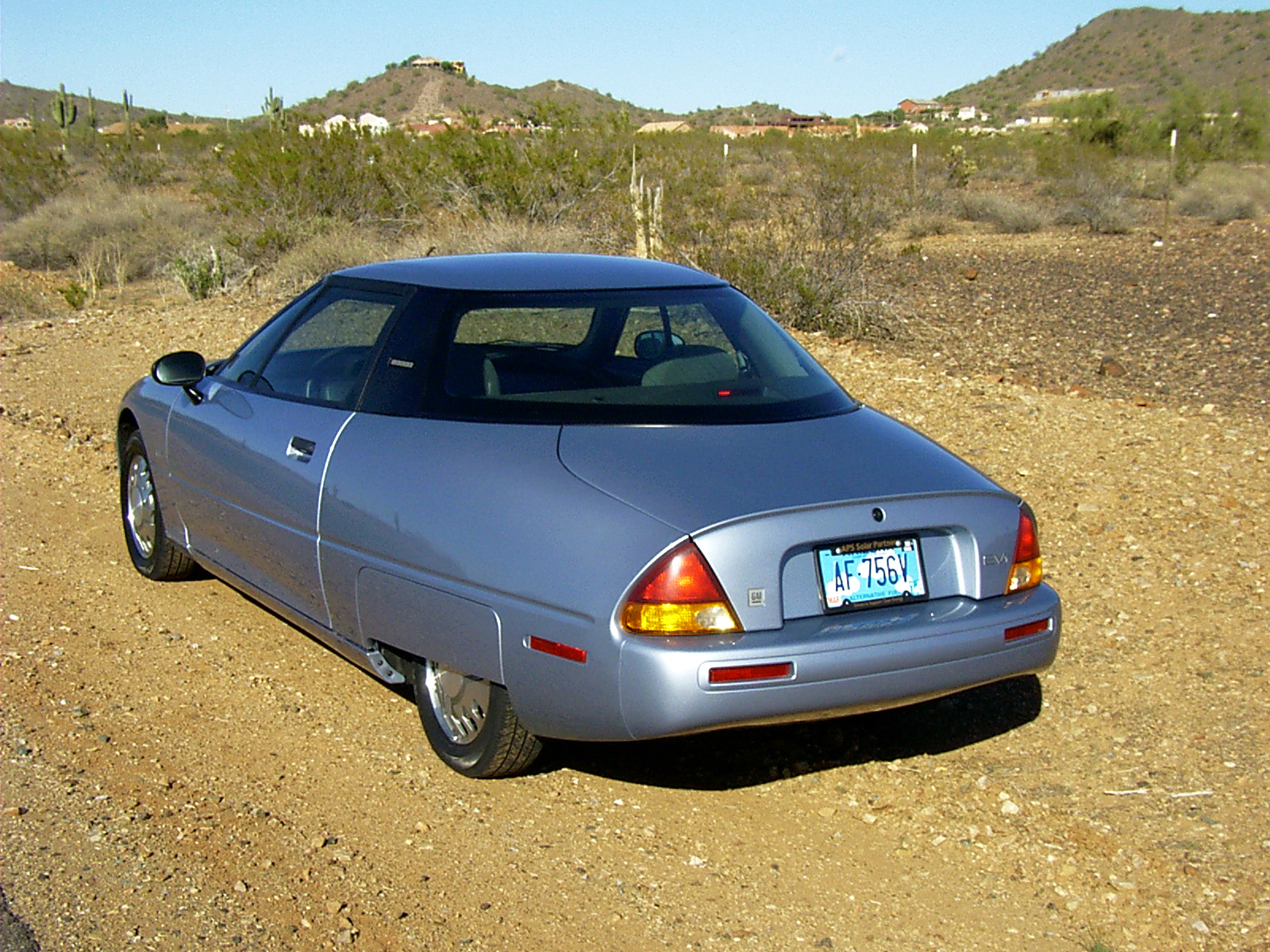
Вид сзади

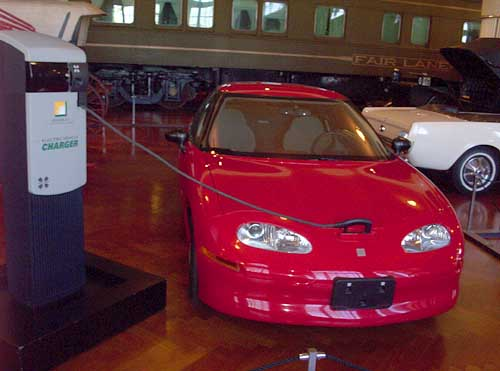
General Motors EV1 на зарядке

- Заряд свинцово-кислотной батареи EV1 позволяет проехать от 90 до 120 километров. На никель-металлгидридной батарее — до 240 км.
- EV1 разгоняется с места до 96 км/ч за 9 секунд и развивает принудительно ограниченную скорость 129 км/ч.
- Вес автомобиля 1400 кг
- Батарея NiMH «Nickel Metal Hydride» весит 416 кг, состоит из двадцати шести 12-вольтовых 60-амперных аккумуляторов, которые хранят 18,7 кВт•ч энергии.
- Двигатель: трёхфазный электромотор переменного тока мощностью 102 кВт (138 л. с.) в диапазоне от 7000 до 14000 об/мин.
- Вместо коробки передач — двухступенчатый редуктор, замедляющий вращение колес в 10,946 раза, в сравнении с оборотами двигателя
- Кузов: пространственная сварная несущая конструкция из алюминиевого сплава, весом 132 кг.
- Переносное зарядное устройство — компактное, его можно подключить к обычной бытовой розетке американского стандарта 120 В/60 Гц, но зарядка займёт 10—12 часов.
- Корпус имеет очень низкий коэффициент аэродинамического сопротивления Cx=0,195.

## Стоимость
Электромобили предоставлялись владельцам в лизинг по ценам от 33 995 $ до 43 995 $. Ежемесячный платёж составлял от 299 $ до 574 $. Представитель General Motors заявлял, что стоимость EV-1 для General Motors составляет примерно 80 000 $, включая расходы на исследовательские работы и др. платежи.
Большая часть стоимости электромобиля приходится на стоимость аккумуляторных батарей. Можно сказать, что владелец электромобиля покупает запас топлива, так как стоимость пробега электромобиля несопоставимо мала по сравнению со стоимостью пробега автомобиля с двигателем внутреннего сгорания.